# Clynotis albobarbatus
Clynotis albobarbatus là một loài nhện trong họ Salticidae.
Loài này thuộc chi Clynotis. Clynotis albobarbatus được Ludwig Carl Christian Koch miêu tả năm 1879.